# Pedicularis amplicollis
Pedicularis amplicollis är en snyltrotsväxtart som beskrevs av Yamazaki. Pedicularis amplicollis ingår i släktet spiror, och familjen snyltrotsväxter. Inga underarter finns listade i Catalogue of Life.